# Janusz Grzywacz
Janusz Grzywacz (ur. 13 maja 1947 w Zakopanem) – polski pianista, kompozytor i aranżer, pedagog.

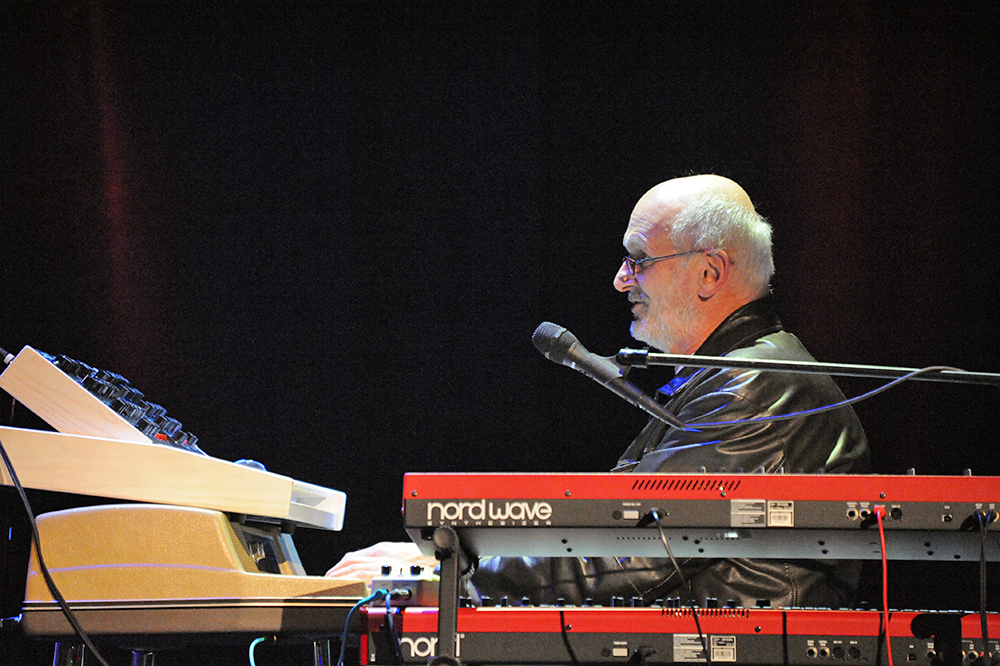
Janusz Grzywacz z zespołem Laboratorium na festiwalu Jazz Jamboree 2010 w Warszawie.

## Życiorys
Jest absolwentem WSP w Krakowie – filologia polska oraz PSM w Katowicach (w klasie fortepianu).
Twórca legendarnej grupy Laboratorium – jest autorem większości jej repertuaru. Nagrał z nią 9 płyt, dał ponad tysiąc koncertów w kraju i na najważniejszych festiwalach na świecie. Przez wiele lat formacja uważana była za jedną z czołowych grup fusion-jazzowych w Europie i znalazła wielu naśladowców. Została rozwiązana w 1991. W listopadzie 2006 po niemal 20 latach przerwy zespół powrócił na scenę.
W 1979 roku, Janusz Grzywacz zajął się komponowaniem muzyki dla teatru i telewizji. Napisał muzykę do ponad 100 spektakli teatralnych m.in.: Głosy Przyszłości, Ubu Król czyli Polacy, Mgła, Makijaż, Spowiedź chuligana, Czekając na Godota, Rozmowy przy wycinaniu lasu, Hiob, Życie Snem, Świętoszek, Cud, Hymn, Kontredans, Do góry nogami, Hamlet, Tango, Ferdydurke, Don Kichot; muzyka do spektakli teatru TVP: Polowanie na karaluchy, Wspaniałe życie, Chwila sławy, Spadkobiercy, Gość oczekiwany, Jury, Wykolejeniec, Śliczna dziewczyna.
Skomponował także muzykę do kilku filmów telewizyjnych (Serenite, Radio Romans, Pekin, Złota 83), animowanych (Fotoptak, Koncert, Egzamin, Wyścig, Biały Pies, Drab, Przestrzeń w przestrzeni, Koniec świata), cyklu filmów animowanych Czternaście bajek z Królestwa Lailonii Leszka Kołakowskiego (O sławnym człowieku, Garby, Jak Gyom został starszym panem) oraz serii animowanych teledysków z piosenkami do tekstów Jana Brzechwy w wykonaniu Andrzeja Zauchy (Włos w rosole, Smoczek żarłoczek, Buty siedmiomilowe, Drzwi), musicalu Pan Twardowski, a także dokumentalnego serialu telewizyjnego zatytułowanego Aniołki.
Kompozytor muzyki dla dużych widowisk plenerowych, m.in. Festiwalu Teatralnego w Nancy, Festiwalu Teatrów Ulicznych w Jeleniej Górze, Dnia Polskiego na Expo w Sewilli, Zimowej Uniwersjady w Zakopanem.
Jego piosenki śpiewają m.in. Renata Przemyk, Kasia Groniec, Janusz Radek, Marian Opania, Piotr Fronczewski. Współpracuje z Jarosławem Śmietaną, Markiem Bałatą, Jorgosem Skoliasem.
Brał udział w nagraniu płyt m.in. Marka Grechuty, Zbigniewa Seiferta, Śmietany, zespołu Maanam, Lecha Janerki, Kobranocki, Chłopców z Placu Broni i Izabeli Trojanowskiej.
Wykłada w krakowskiej AST. Z udziałem studentów przygotował autorskie widowiska muzyczne: „Rock kobiet” (dyplom), „Słuchowisko”, „Klub Miłośników Łagodnego Stinga”, „...to nie miało być o łzach”, „TURNAU”, „Człowiek ogromny” (dyplom) i inne.
Jest Członkiem Rad Programowych i jurorem FAMY, Studenckiego Festiwalu Piosenki, Przeglądu Piosenki Aktorskiej we Wrocławiu.

## Wybrana dyskografia
- Laboratorium i Zbigniew Seifert (1972)
- Modern Pentathlon (Laboratorium, 1975)
- Aquarium Live (Laboratorium, 1977)
- Diver (Laboratorium, 1978)
- Quasimodo (Laboratorium, 1979)
- Nogero (Laboratorium, 1980)
- The Blue Light Pilot (Laboratorium, 1982)
- No. 8 (Laboratorium, 1984)
- Anatomy Lesson (Laboratorium, 1987)

- Szalona Lokomotywa (z Markiem Grechutą)
- Kilimanjaro (1978; ze Zbigniewem Seifertem)
- Pan Twardowski (1996)
- Muzyka osobista (1999)
- Młynek Kawowy (11 grudnia 2005[3])
- Laboratorium Antology (30 sierpnia 2006[4])
- Now (Laboratorium – wyd. Universal Music Polska, 2 listopada 2018[5])

## Odznaczenia
- Złoty Krzyż Zasługi
- Srebrny Medal „Zasłużony Kulturze Gloria Artis” (2005)[6]

## Nagrody
- Laureat Nagrody im. A. Bardiniego na PPA we Wrocławiu w 2004
- Nagroda Miasta Krakowa